# Alexander Willem Michiel Van Hasselt
Pour les articles homonymes, voir Van Hasselt.
Alexander Willem Michiel Van Hasselt est un médecin et un naturaliste néerlandais, né le 9 août 1814 à Amsterdam et mort le 16 septembre 1902 à La Haye.

## Biographie
Il fait ses études à Winterswijk puis à l'université d'Utrecht. Il obtient son titre de docteur en 1837 et officie dans l'armée néerlandaise. Après une brillante carrière comme médecin-militaire, il termine comme général-major et inspecteur général du service de santé, il prend sa retraite en 1880.
Passionné depuis toujours par l'histoire naturelle, il se spécialise dans les arachnides de son pays et publie de très nombreuses notes faunistiques. Il étudie également les araignées des Antilles et fait paraître des études anatomiques sur l'appareil génital de ces animaux.